# فلسفه

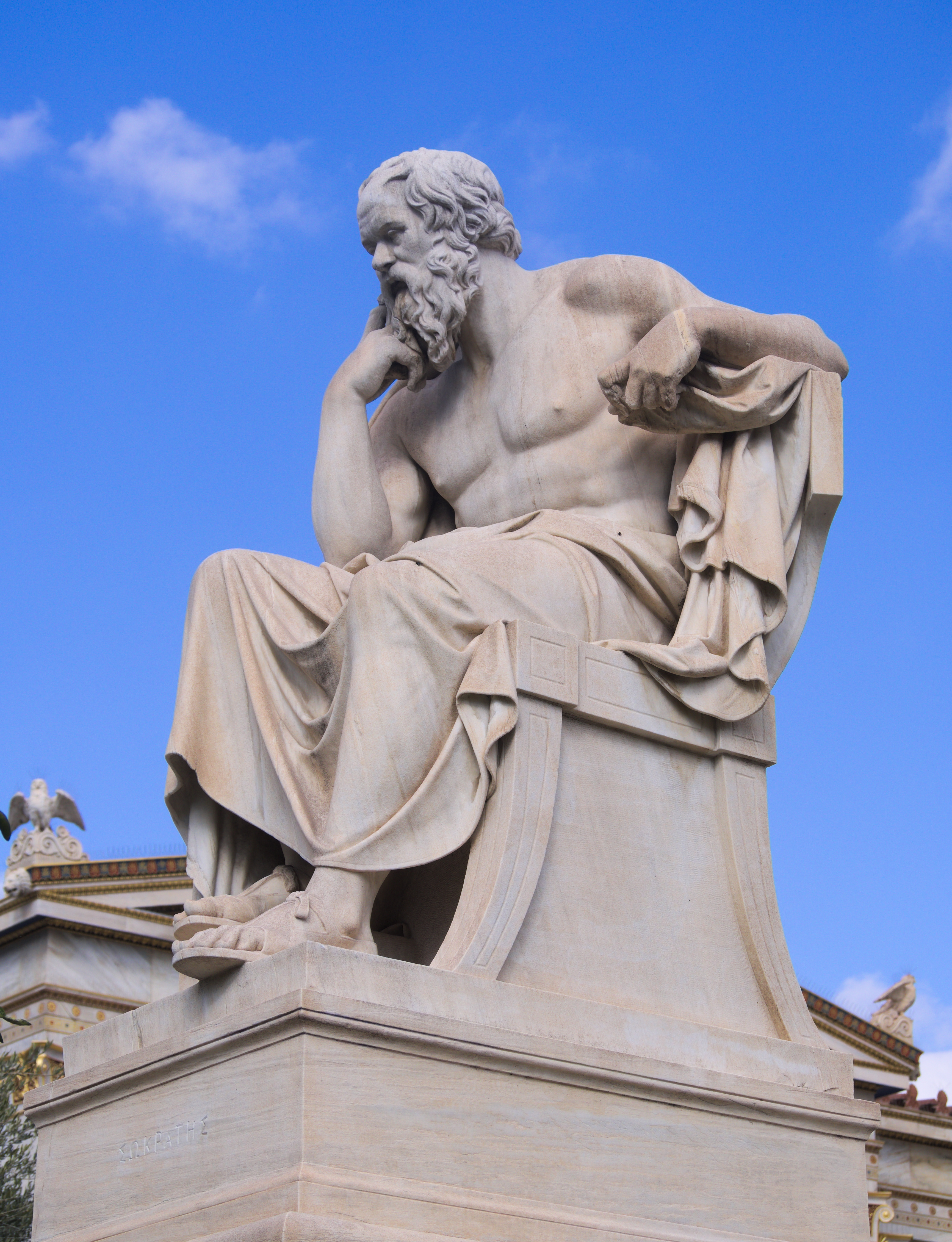
سُقراط یا (Σόκρατες/سوکراتِس)، که با نام بنیادگذار فلسفه غرب و به‌طور گسترده به عنوان بزرگ‌ترین فیلسوف تمدن یونان باستان و یکی از بزرگ‌ترین تمام ادوار یاد می‌شود، او شاگردان بسیاری پرورش داد و نقش بسزایی در پیش زمینه‌سازی فلسفه افلاطونی و فلسفه ارسطویی داشته است.

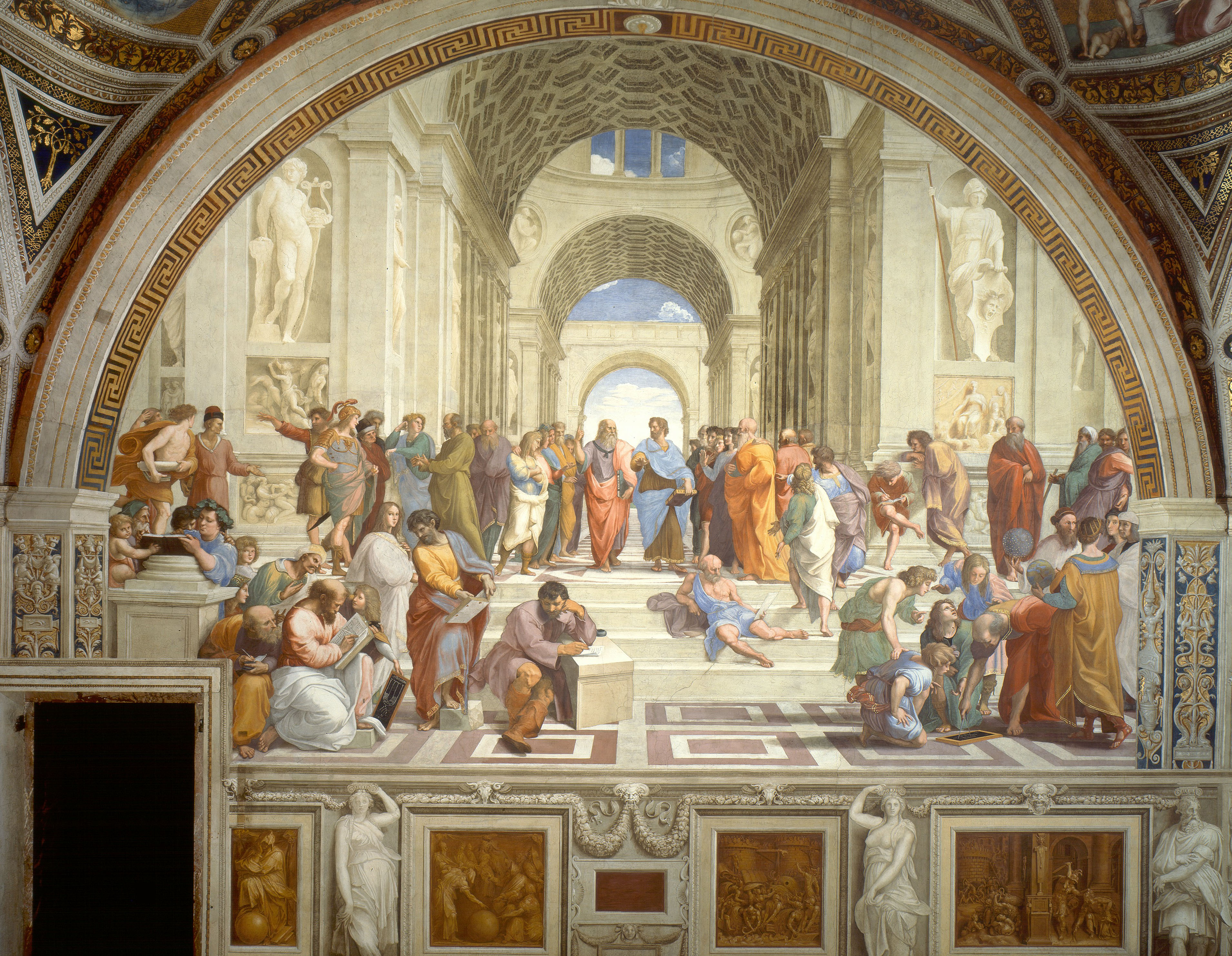
مدرسه آتن (۱۵۰۹–۱۵۱۱) اثر رافائل، فیلسوفان مشهور کلاسیک یونان را در فضایی ایدئال با الهام از معماری یونان باستان به تصویر می‌کشد.

فَلسَفِه (یونانی باستان: φιλοσοφία philosophia) و پارسی میانه: خردْدوستی، آوانگاری: xraddōstih) مطالعهٔ پرسش‌های عمومی و اساسی با رویکردی کلی‌نگر و عموماً غایت‌اندیش است، مانند پرسش‌های مربوط به عقل، وجودیت، دانش، ارزش‌ها، ذهن و زبان. چنین سوالاتی اغلب به عنوان مشکلاتی مطرح می‌شوند که باید مورد مطالعه قرار گیرند یا حل شوند. این اصطلاح احتمالاً توسط فیثاغورس (حدود ۵۷۰–۴۹۵ قبل از میلاد) ابداع شده است. روش‌های فلسفی شامل پرسش، بحث انتقادی، استدلال عقلی و ارائهٔ منظم است.
این کلمه در زبان عربی مصدر است از کلمهٔ یونانی φιλοσοφία (فیلوسوفیا). فیلو به معنی «دوستداری» و «سوفیا» به معنی دانش است. پس کلمه فلسفه در لغت به معنی دوستداری دانش بوده است.
موضوع علم فلسفه اولیٰ (متافیزیک یا الهیات) در اصل (وجود) صرف و عوارض و حالات مختلف آن است و به جهان از منظر وجودی واحد و پیوسته می‌نگرد. فلسفهٔ اولیٰ از این جهت که عام‌ترین و کامل‌ترین موضوع را دارد از علوم دیگر جامع‌تر است و به‌دلیل بهره‌گیری از روش استدلال و برهان از علوم دیگر یقینی‌تر می‌باشد. در علم فلسفه به پرسش‌های کلی مربوط به عقل، مبدأ پیدایش دنیا، نظام خلقت، ماهیت‌ها، وجودیت، دانش، ارزش‌ها، ذهن و زبان پاسخ داده می‌شود. چنین سؤالاتی اغلب به‌عنوان مشکلاتی مطرح می‌شوند که باید مورد مطالعه قرار گیرند یا حل شوند.
هرچند قبل از سقراط متفکرانی دیگر وجود داشته‌اند اما واژهٔ فلسفه نخستین بار توسط سقراط مورد استفاده قرار گرفت. در زمان او عده‌ای که خود را سوفیست (به معنای دانشمند) می‌نامیدند ادراک انسان را ملاک حقیقت و واقعیت می‌دانستند و مغالطه به کار می‌بردند. سقراط برای امتناع از هم‌ردیف شدن با سوفیست‌ها نام (فیلوسوفوس) به معنای فیلسوف امروزی را برای خود برگزید که بعدها کم‌کم فلسفه به معنای علم به کار رفت و سفسطه (مصدر به معنای سوفیست‌گری) بر مغالطه‌کاری گفته شد.
از نظر تاریخی، فلسفه همهٔ دانش را در بر می‌گرفت و یک پزشک به‌عنوان یک فیلسوف شناخته می‌شد. از زمان فیلسوف یونان باستان ارسطو تا قرن نوزدهم، «فلسفهٔ طبیعی» نجوم، پزشکی و فیزیک را هم دربر گرفت.  به عنوان مثال، اصول ریاضیات فلسفه طبیعی نیوتن در سال ۱۶۸۷ که بعداً به‌عنوان یک کتاب فیزیک طبقه‌بندی شد.
در قرن نوزدهم، رشد دانشگاه‌های تحقیقاتی مدرن، فلسفه دانشگاهی و سایر رشته‌ها را به سمت حرفه‌ای‌سازی و تخصص در فلسفهٔ معاصر سوق داد. از آن زمان، حوزه‌های مختلف تحقیق که به‌طور سنتی بخشی از فلسفه بودند، مانند روان‌شناسی، جامعه‌شناسی، زبان‌شناسی و اقتصاد، به رشته‌های دانشگاهی جداگانه‌ای تبدیل می‌شوند.
امروزه، زیرشاخه‌های اصلی فلسفه دانشگاهی شامل متافیزیک است که مربوط به ماهیت اساسی هستی و واقعیت است. معرفت‌شناسی، که ماهیت دانش و باور را بررسی می‌کند؛ فلسفهٔ اخلاق، که مربوط به ارزش اخلاقی است؛ و منطق، که قواعد استنتاج را مطالعه می‌کند که به فرد اجازه می‌دهد از مقدمات واقعی نتیجه‌گیری کند. زیرشاخه‌های برجستهٔ دیگر شامل فلسفهٔ علم، فلسفهٔ سیاسی، زیبایی‌شناسی، فلسفهٔ زبان و فلسفهٔ ذهن هستند.

## منشأ و تکامل
در ابتدا این اصطلاح به هر مجموعهٔ دانش گفته می‌شد. از این نظر، فلسفه با دین، ریاضیات، علوم طبیعی، آموزش و سیاست ارتباط نزدیک داشت. اگرچه آن زمان به عنوان کتاب فیزیک طبقه‌بندی شده است، اما اصول ریاضیات نیوتن (۱۶۸۷) از اصطلاح فلسفه طبیعی همان‌طور که در آن زمان فهمیده می‌شد، استفاده می‌کند، شامل رشته‌هایی مانند نجوم، پزشکی و فیزیک است که بعداً با علم مرتبط شدند.
در بخش سیزده از زندگی و نظرات فلاسفه برجسته، قدیمی‌ترین تاریخ فلسفه برجای مانده متعلق به سده ۳ میلادی، دیوژن لائرتی تقسیم‌بندی سه بخشی از تحقیق فلسفی یونان باستان را ارائه می‌دهد:
- فلسفه طبیعی (از یونانی: ta physika) که مطالعه قانون اساسی و فرایندهای تحول در جهان فیزیکی بود.
- فلسفه اخلاق (از یونانی: êthika) که مطالعه خوبی، درست و غلط، عدالت و فضیلت بود.
- فلسفه متافیزیکی (از یونانی: logikós) که مطالعه وجود، علیت، خدا، منطق، اشکال و سایر اشیاء انتزاعی بود.

## واژه‌شناسی

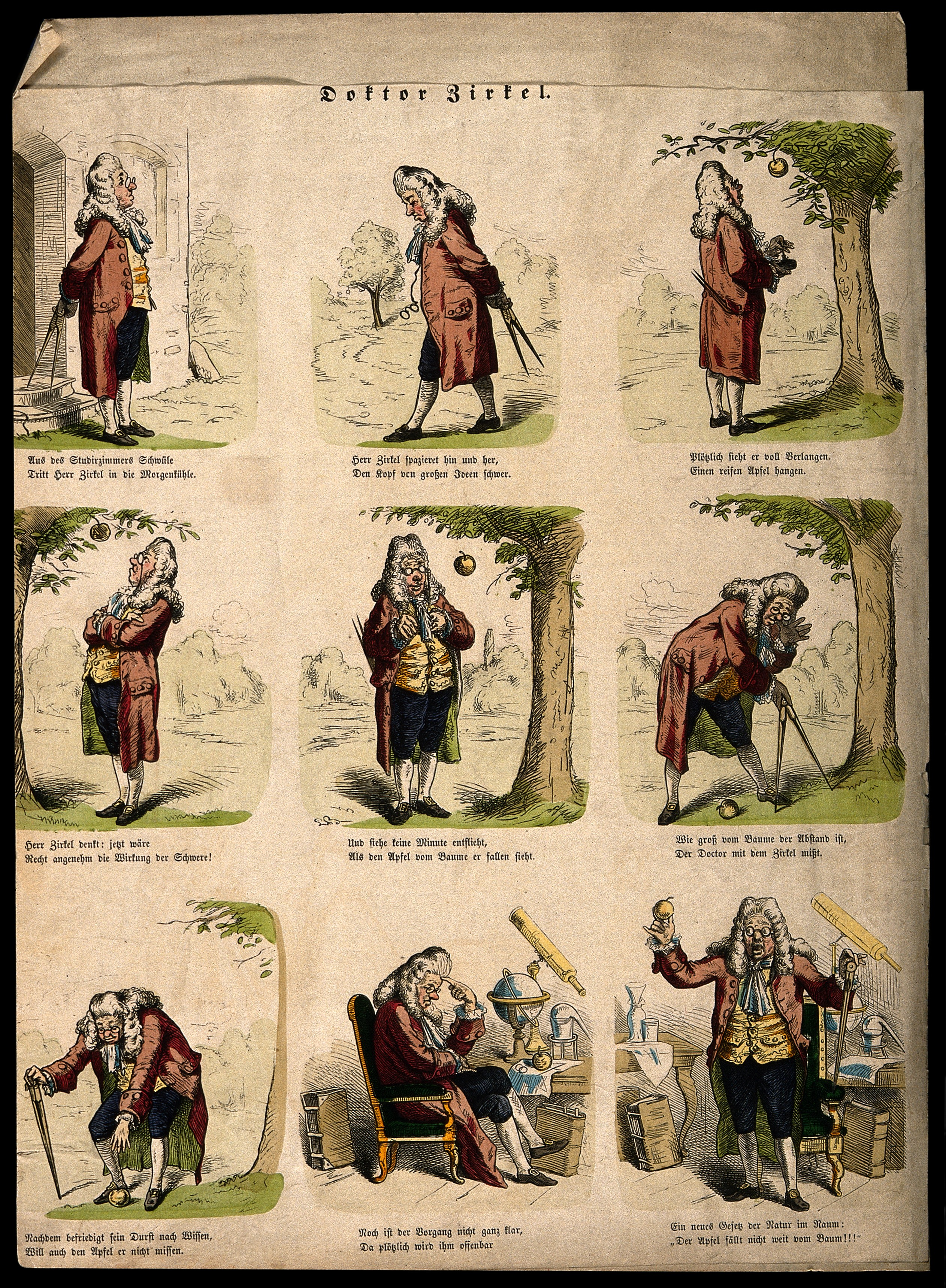
فیزیک در اصل بخشی از فلسفه بود، مانند مشاهده‌ ایزاک نیوتن از چگونگی تأثیر جاذبه بر افتادن سیب‌ها.

واژهٔ فلسفه شکل عربی‌شده واژهٔ یونانی فیلوسوفیا (به یونانی: φιλοσοφία، philosophia) به معنای «دانشْ‌دوستی» است. که سپس به عربی و فارسی راه یافته است. برخی منابع عنوان داشته‌اند که واژه فلسفه را نخستین بار فیثاغورس به کار برده است. هرچند این موضوع اثبات شده نیست

## تعریفِ فیلسوفان
تعریف‌های گوناگونی از فیلسوفان برای فلسفه وجود دارد از جمله آن‌ها می‌توان به:
- افلاطون: فلسفه، لذتی گرامی است. خاستگاه فلسفه، شگفتی در برابر جهان است.[۱۸]
- ارسطو: فلسفه، علم به موجودات است از آن رو که وجود دارند.[۱۹]
- ویتگنشتاین: فلسفه، نبردی است علیه ذهن افسون زده شده، توسط زبان.[۲۰]
- کانت: فلسفه، شناسایی عقلانی است که از راه مفاهیم حاصل شده باشد.[۲۱]
- فیشته: فلسفه، علمِ علم یا علم معرفت است.[۲۲]
- یوهان فریدریش هربارت: فلسفه، تحلیلِ معانی عقلی است.[۲۲]
- ابن سینا: فلسفه، آگاهی بر حقایق تمام اشیا است؛ به‌قدری که برای انسان ممکن است بر آن‌ها آگاهی یابد.
- سیسرون: فلسفه، عبارت است از علم پیدا کردن، به شریف‌ترین امور و توانایی استفاده از آن به هر وسیله‌ای که ممکن شود.[۲۳]
- ملاصدرا: فلسفه، استکمال نفس انسان، از طریق معرفت یافتن به حقایق موجودات است؛ همان‌گونه که در خارج هستند و نیز، حکم حقیقی به وجود آن‌ها با برهان و نه با ظن و گمان و تقلید، به قدر توانایی انسانی است.[۲۴]
- هگل: فلسفه، بحث در امر مطلق است.[۲۲]
- توماس هابز: فلسفه، علم به روابط علت و معلولی میان اشیاء است.[۲۵]
- وونت: کار اساسی فلسفه متحد ساختن تمام معرفت‌هایی است که از راه علوم مختلف به‌دست می‌آیند تا به این ترتیب مجموعه‌ای واحد و پیوسته ایجاد شود.[۲۶]
- کریستیان وولف: فلسفه، علم به موجودات ممکن است؛ یعنی بر هر چه ممکن است، بالفعل حالت تحقق پیدا کند.[۲۲]
- ویل دورانت:تحقیق در تجربیات انسانی به صورت یک کل یا تحقیق در بخشی از تجربیات انسانی بشرط ارتباط آن با کل.

## تاریخ فلسفه
فلسفه به ۵ دوره جزئی و ۳ دوره کلی تقسیم می‌شود. ۳ دوره اصلی شامل:

### ۱- فلسفه باستان
اَشکال ابتداییِ تفکر فلسفی باستان، بیشتر براساس کیهان‌شناسی اساطیری شمرده می‌شود.

#### مصر و بابل
به‌طور کلی فلسفه به‌وجود آمده شرایط و اتفاقات و حوادث زمانه است.

#### ایران باستان
فلسفه در ایران باستان هم‌پای فلسفه یونان و روم پیش رفته و با آن‌ها برهم‌کنش بسیار داشته است. اکثر کتاب‌های ایران توسط اعراب مسلمان سوزانده شده و امروزه مطالب زیادی از حکمت آن دوران به جای نمانده است.[نیازمند منبع]

#### یونان و روم

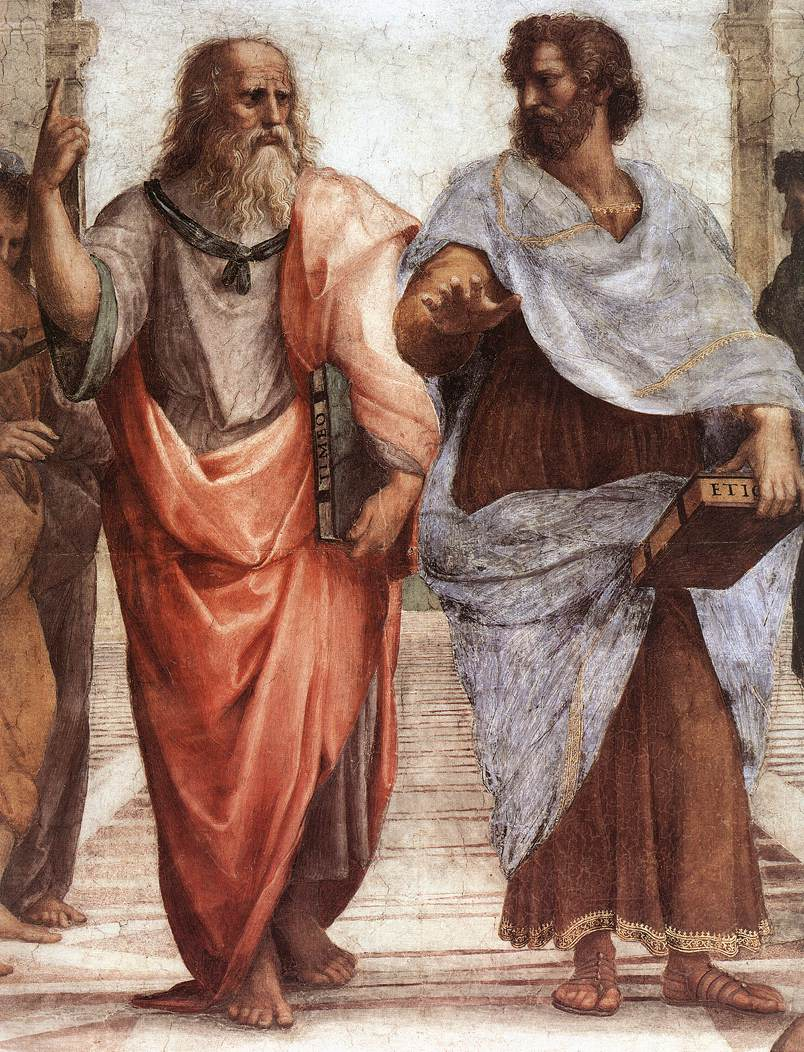
افلاطون (چپ) و ارسطو (راست): بخشی از نقاشی مکتب آتن اثر رافائل سانتسیو، ۱۵۰۹

## دسته‌بندی‌ها
فلسفه در سطوح جهانی به ۶ قسمت تقسیم می‌شود: هستی‌شناسی، معرفت‌شناسی، منطق، فلسفه سیاست (سیاسی)، زیبایی‌شناسی و فلسفه اخلاق؛ اما در چند دههٔ اخیر در ایران معرفت‌شناسی و هستی‌شناسی با عنوان شاخه‌های اصلی فلسفه و منطق به‌عنوان کمک‌کننده و همهٔ شاخه‌های دیگر که ترکیبی از فلسفه و علم دیگری هستند مضاف گفته می‌شود.

### مابعدالطبیعه
مابعدالطبیعه (متافیزیک)، مطالعهٔ ویژگی‌های عمومی واقعیت همانند وجود، زمان، رابطهٔ بین ذهن و بدن، اشیاء و خواص آن‌ها، کل و اجزای آن، وقایع، فرایندها و علت و معلول است.

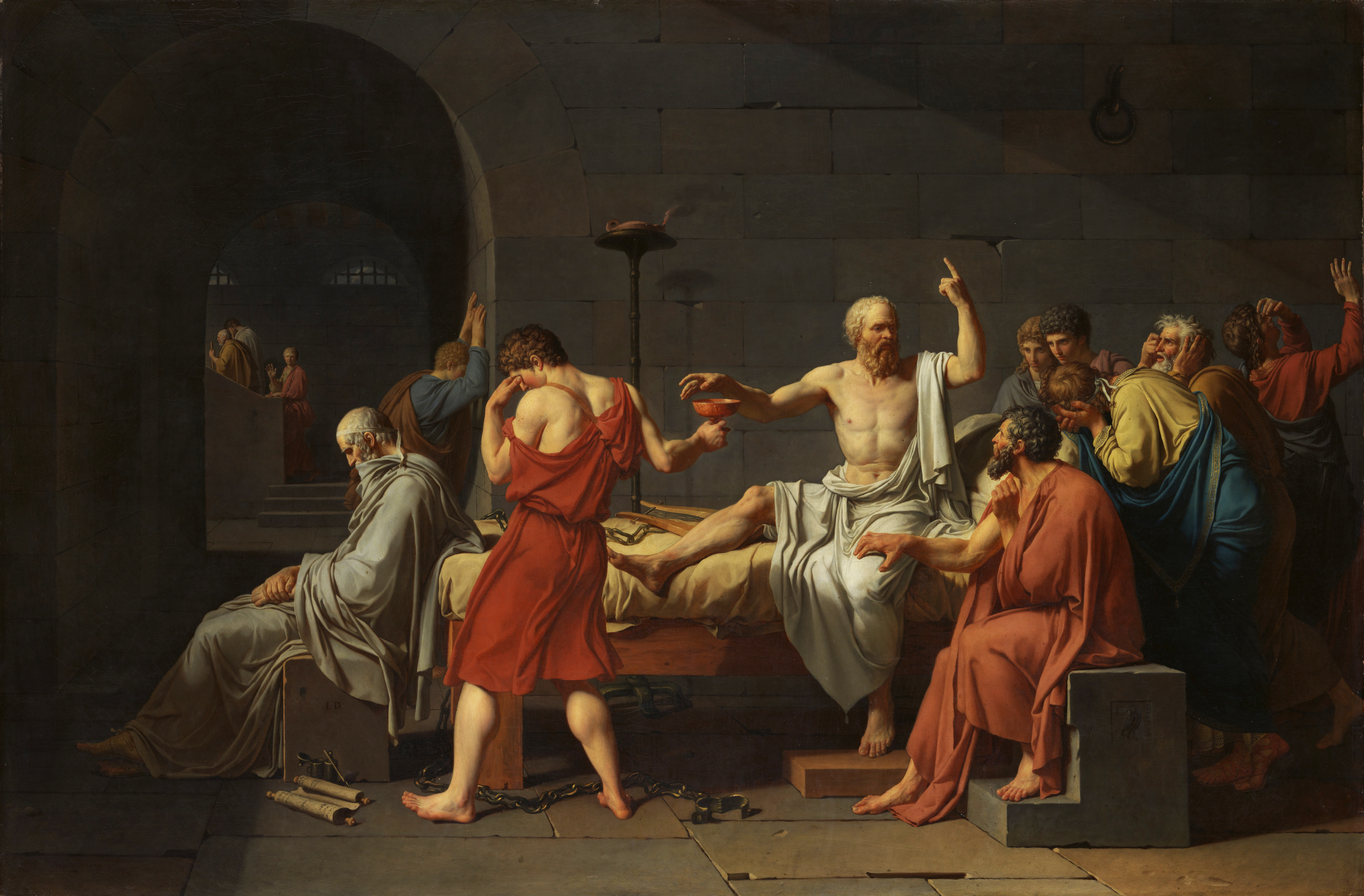
تابلوی مرگ سقراط، اثر ژاک لوئی داوید؛ یادآور زمانی است که دادگاه آتن، سقراط فیلسوف را به نوشیدن جام زهرآلود محکوم کرد.

### معرفت‌شناسی
معرفت‌شناسی در پیوند با چیستی، اعتبار و دامنه دانش است، همانند روابط بین حقیقت، باور و نظریه‌های توجیه. معرفت‌شناسی، به بررسی روش‌های کسب دانش، بررسی نظریه‌های کسب دانش در طول تاریخ و سنجش اعتبار هر کدام از طرق کسب دانش می‌پردازد.

### منطق
منطق مطالعه اصول استدلال درست است. در گذشته منطق صرفاً شاخه‌ای از فلسفه شمرده می‌شد ولی از میانهٔ سدهٔ سیزدهم در ریاضیات و در دهه‌های واپسین در علوم رایانه و از دهه ۱۳۶۰ در علوم شناختی نیز به آن می‌پردازند. منطق از نطق و به معنای گویش و گفتار است که شخص برای تفهیم مخاطب خود وی را با ادله گفتاری تحت تأثیر قرار می‌دهد و نیز خود شخص که حاضر به شنیدن گفته‌های مخاطب خود باشد او یک شخص (منطقی) می‌باشد.

#### فلسفه‌های مضاف (خاص)
فلسفه‌های خاص یا فلسفه‌های مضاف به شاخه‌هایی از فلسفه گفته می‌شود که یک حوزه یا پدیده خاص را به‌طور تخصصی از دیدگاه فلسفی مورد مطالعه قرار می‌دهند. از جمله فلسفه‌های خاص می‌توان به فلسفهٔ کنش، زیست‌شناسی، شیمی، آموزش، اقتصاد، مهندسی، زیست‌بوم، فیلم، جغرافیا، اطلاعات، بهداشت، تاریخ، طبیعت انسان، شادی، زبان، حقوق، ادبیات، ریاضیات، پزشکی، ذهن، موسیقی، وجود، فرهنگ، فلسفه، فیزیک، سیاست، روان‌شناسی، دین، علم، جامعه‌شناسی، فناوری، جنگ و جنسیت اشاره کرد.
سه فلسفهٔ مضافِ اخلاق، سیاست و زیبایی‌شناسی نیز، مهم‌ترین فلسفه‌های مضاف هستند.

#### فلسفه اخلاق
مسائل بنیادی فلسفهٔ اخلاق شامل: درستی و نادرستی امور، شناخت امور خیر و شر و بازشناسی فضایل است.

#### زیبایی‌شناسی
زیبایی‌شناسی به زیبایی، هنر، لذت، ارزش‌های حسی، عاطفی، ادراک و مسائل مربوط به ذوق و احساسات می‌پردازد.

#### فلسفه سیاسی
فلسفه سیاسی به مطالعه دولت و رابطه افراد (یا خانواده و قبیله) با جوامع و از جمله دولت می‌پردازد. فلسفه سیاسی به موضوعات و پرسش‌های مهمی همچون عدالت، آزادی، دموکراسی، شهروندی، قانون، حاکمیت، برابری و … می‌پردازد.
نظر سید جواد طباطبایی در باب فلسفه‌های خاص
سید جواد طباطبایی دربارهٔ اصطلاح «فلسفه مضاف» می‌گوید: «در ده بیست سال گذشته رایج شده که فلسفه‌هایی را جزو فلسفه‌های مضاف می‌دانند؛ همچنین در سال‌های اخیر واژگان و ترکیب‌های زشت و نابه‌هنجار بسیاری کشف و جعل کردند و به کار می‌برند که این هم یکی از آن‌هاست. فلسفه‌های مضاف در هیچ جای دنیا معنا ندارد، جز در میان بخشی از جماعت ظاهراً فلسفی ایران. معلوم نیست که فلسفه مضاف یعنی چه؟ این را از آب مضاف قیاس گرفتند. اگر کتابی به این اسم دیدید حتماً نخرید و اگر هم این اصطلاح را تا حالا به کار می‌بردید دیگر به‌کار نبرید. فلسفه مضاف نداریم، بلکه یک فلسفه داریم، وقتی به یونان برمی‌گردیم، در سال‌های سقراطی و افلاطونی یک فلسفه بیشتر وجود ندارد و آن‌ها این تقسیم‌بندی این‌گونه‌ای را انجام ندادند.»

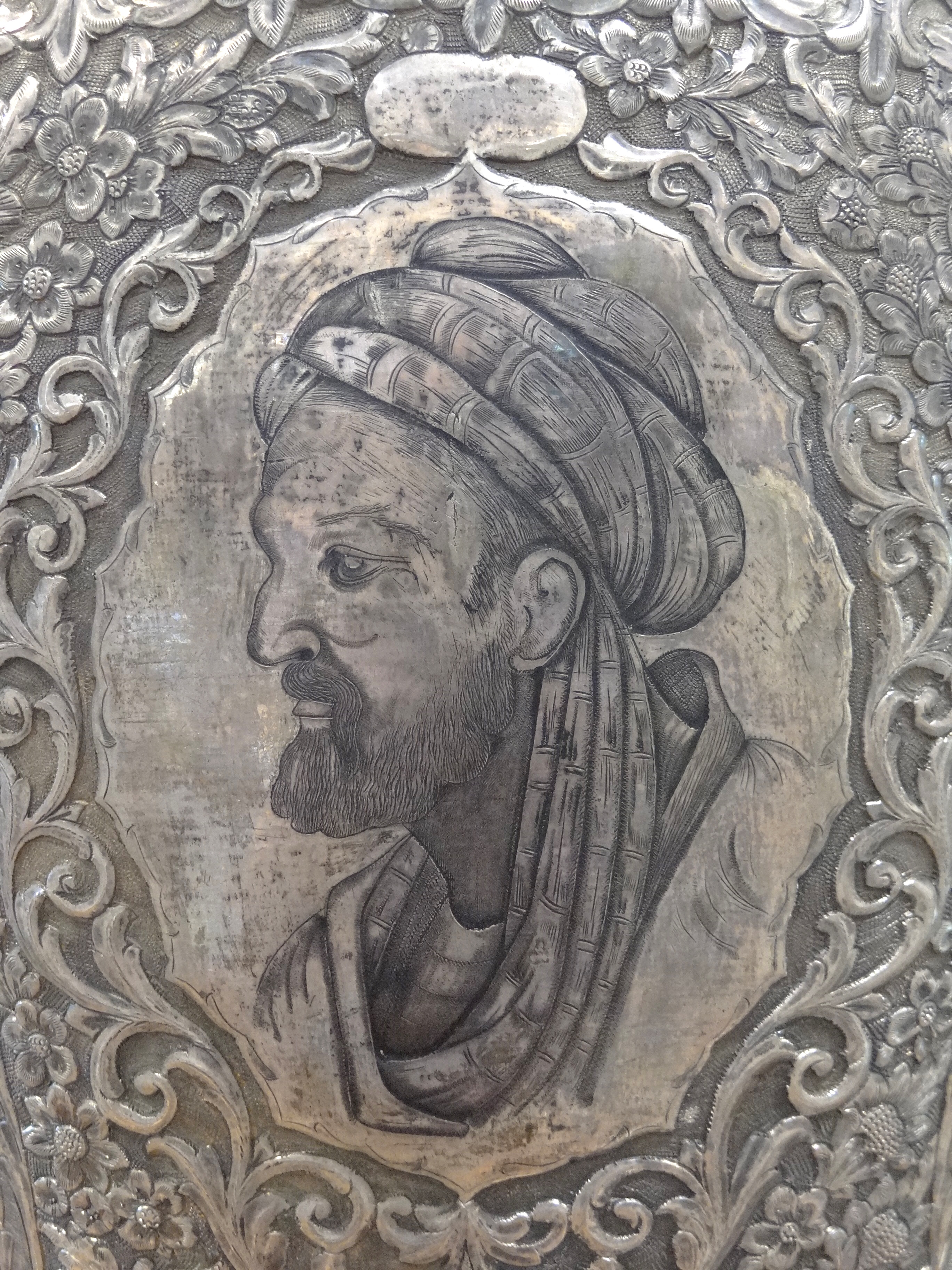
پرتره‌ای از ابن سینا ، یکی از تأثیرگذارترین فیلسوفان عصر طلایی اسلام

#### فلسفه‌های مضاف دیگر
- فلسفه زبان: به بررسی ماهیت، ریشه و شیوه‌های استفاده از زبان می‌پردازد.[۳۴]
- فلسفه حقوق: به پرسش‌هایی از قبیل «چرا قواعد و قوانین وجود دارند؟ اهداف آن‌ها چیست؟ تفاوت قواعد حقوقی، اخلاقی و مذهبی چیست؟ فرق بین خوب و بد چیست؟» می‌پردازد.[۳۵]
- فلسفه ذهن: از شاخه‌های روش فلسفه تحلیلی است که ماهیت ذهن، رویدادهای ذهنی، کارکردهای ذهنی و خودآگاهی را بررسی فلسفی می‌کند. سرشت رابطهٔ این امور با بدن فیزیکی؛ که به مسئله ذهن و بدن (نفس و بدن) معروف است نیز از مهم‌ترین مسائل فلسفه ذهن است.[۳۶]
- فلسفه دین: شاخه‌ای از فلسفه مشتمل بر همه مباحث فلسفی است که بن‌مایهٔ آن‌ها پرسش‌هایی است که از دین سرچشمه می‌گیرد. فلسفه دین، ارزیابی مفاهیم و باورهای بنیادین سنت‌های دینی ویژهٔ جوامع مختلف است.
- فلسفه علم: گرایشی از فلسفه است که به تغییر در مفاهیم و مسائل (مانند روش‌شناسی، ارزش گزاره‌ها و کارایی آن‌ها و گونه‌های پیکره‌بندی‌ها و…) علوم گوناگون می‌پردازد. در واقع، فلسفهٔ علم، علم «مطالعه علوم» است. فلسفهٔ علم، از لحاظ علمِ مورد بررسی، به زیرگرایش‌های گوناگونی از جمله فلسفه ریاضیات، فلسفه فیزیک، فلسفه علوم کامپیوتر و…[۳۷]
- فلسفه هنر: هنر چیست؟ چه آثاری را باید هنر به حساب آورد؟ آیا هنر وجود واقعی دارد یا فقط در ذهن هنرمند است؟ این سؤالات و بسیاری دیگر، سؤالاتی هستند که در فلسفه هنر به آن‌ها پرداخته می‌شود.
- ابرفلسفه: فرافلسفه یا فلسفهٔ فلسفه، مطالعهٔ ماهیت (سرشت)، اهداف، و روش‌های فلسفه است.

## مکتب‌ها و سنت‌های معروف فلسفی

### ایدئالیسم آلمانی
ایدئالیسم آلمانی، نام جنبشی در فلسفه آلمان است که در دهه هشتاد قرن هجدهم میلادی آغاز و در دهه چهل قرن نوزدهم پایان یافت. مشهورترین نمایندگان این جنبش: کانت، فیشته، فریدریش ویلهلم یوزف شلینگ و هگل هستند.

### پراگماتیسم
عمل‌گرایی یا پراگماتیسم (به انگلیسی: Pragmatism)، به معنی فلسفه اصالت عمل است ولی در سیاست بیشتر واقع‌گرایی و مصلحت‌گرایی معنی می‌دهد.

### پدیدارشناسی
پدیدارشناسی یا پدیده‌شناسی یا نمودشناسی فلسفه؛ مطالعهٔ ساختارِ تجربه یا آگاهی است. این جنبش فلسفی در ابتدای سدهٔ بیستم میلادی توسط ادموند هوسرل پایه‌گذاری شد و سپس توسط حلقه‌ای از متأثرینش در دانشگاه گوتینگن و دانشگاه لودویگ ماکسیمیلیان مونیخ در آلمان گسترش یافت.

### اگزیستانسیالیسم
اگزیستانسیالیسم، یا هستی‌گرایی، یا اصالت وجود، برتر بودن وجود از ماهیت (به انگلیسی: Existentialism) مبدأ شناخت این فلسفه انسانِ خودآگاه است. براین‌اساس انسانِ خودآگاه شالودهٔ اگزیستانسیالیسم است.

### ساختارگرایی و پساساختارگرایی
ساختارگرایی که به وسیلهٔ زبان‌شناس سوئیسی فردینان دوسوسور بنیان‌گذاری شده، در پی روشن کردن نظام‌های نشانه‌ای از طریق تحلیل کردن گفتمان‌ها می‌باشد
و پساساختارگرایی به مجموعه‌ای از افکار روشنفکرانه فیلسوفان اروپای غربی و جامعه‌شناسانی گفته می‌شود که با گرایش فرانسوی، مطلب نوشته‌اند.

### سنت تحلیلی
به‌عنوان یک مکتب فلسفی که تأکید بر وضوح و دقت در استدلال، استفادهٔ متداول از منطق صوری، تجزیهٔ مفهومی و همچنین توجه به ریاضیات و علوم طبیعی از ویژگی‌های آن هستند.

## تفاوت با دیگر معرفت‌ها

### جدایی فلسفه و دانش‌های آزمودنی
فلسفه گروه نتیجه‌هایی نیست که دربارهٔ آن‌ها سازشی در میان باشد.
شش قرن پیش از میلاد مسیح که فلسفه در یونان باستان آغاز گشت، به همه بررسی‌های اندیشه‌محور فلسفه می‌گفتند و فیلسوفان نخستین در زمینه‌هایی کاوش می‌کردند که اکنون باید آن‌ها را زمینه‌های دانش به‌شمار آورد؛ ولی دانش‌های گوناگون که به نتایجی رسیدند که درباره‌شان هم‌رائی پدید آمد، از فلسفه جدا شدند و به رشته‌ای جداگانه تبدیل گردیدند. نشدنی نیست که دانش‌های دیگری نیز از فلسفه جدا شوند؛ برای نمونه منطق در راهی گام برمی‌دارد که به شاخه‌ای جدا از فلسفه تبدیل گردد.
از همین رو، فلسفه را «مادر دانش‌ها» نامیده‌اند. گفتگوی فلسفی بیشتر رویکرد به اندیشه ناب است. انگیزه این گفتگو در ریشه آن است که نادرستی‌ها نابود گردد و دشواری‌ها و پیچیدگی‌ها از میان برداشته شود. آن‌گاه که از این خودکاوی نتیجه‌ای به‌دست آید، آنچه برای فلسفه به جا می‌ماند، نتیجه نیست؛ بلکه از میان رفتن چیزهایی است که پیش از آن دشوار و پرسش شمرده می‌شد.
فلسفه، بررسی حقیقت است، ولی نه آن جهت از حقیقت که دانش‌های گوناگون بدان پرداخته‌اند. برای نمونه، دانش گیتی‌شناسی (فیزیک) دربارهٔ پیکره‌های مادی از آن جهت که جنبش و ایستایی دارند و دانش زیست‌شناسی دربارهٔ هستارها از آن رو که زندگی دارند، به پژوهش و بررسی می‌پردازد؛ ولی در فلسفه فراگیرترین چیزی که بتوان با آن سر و کار داشت، یا همان هستی؛ زمینه اندیشه جای می‌گیرد؛ به گفتار دیگر، در فلسفه، بن هستی به‌گونه بیکران و دور از هر گونه بند و پیشوند و پسوندی به‌میان می‌آید. از همین رو ارسطو در شناسه فلسفه می‌گوید: «فلسفه آگاهی به موجودات است، از آن رو که موجودیت دارند».
به‌گونه چکیده فلسفه گروه نتایج نیست، که بیشتر راه و روش اندیشیدن است؛ از همین رو، فلاسفه آزمون‌گرا، کارکردهای فلسفه را در سه زمینه منطقی، زبان‌شناختی و کاربردی (فلسفه دانش، منش، کشورداری و…) دانسته‌اند.
تاریخ فلسفه از جهتی خود بستر فلسفه است
تاریخ فلسفه به‌سان تاریخ دانش‌ها، افزونهٔ شاخه‌ایِ زمینه بنیادی نیست؛ که خود هم زمینه است. مانند این‌که دانستن تاریخ زیست‌شناسی، پایه دانستن زیست‌شناسی نوین نیست. زیست‌شناسی شاخه‌ای از دانش است، تاریخ زیست‌شناسی روشن‌گری چگونگی دست یافتن به این دانش است، و این دو زمینه‌هایی جداگانه‌اند.
ولی بررسی فلسفه بیشتر بررسی روند داد و ستد اندیشه‌ها دربارهٔ پرسش‌های فلسفی است؛ و همین داد و ستد اندیشه‌هاست که تاریخ فلسفه را ساخته است.
فرایند فلسفه‌ورزی خود بخشی از زمینه فلسفه است
فلسفه خواهان جهت‌دار بودن و جهت‌دهی است
دانشمند از دانشش بازده‌های منشی و فرجام‌گرایانه نمی‌گیرد، داوری نمی‌کند که کار جهان درست است یا تباه. با آن که یکی از کارهای آیینی فلسفه که در آن دودلی نکرده‌اند؛ رهنمود دادن است. رهنمود در این باره که چگونه باید زیست، و این خودکاوی زمینه دانش نیست.
به دشواری می‌توان انگاشت که رشته دیگری بتواند آن دگرگونی ژرفی را که فلسفه در دیدگاه دانش‌پژوه پدیدار می‌کند پدید آورد.
فیزیک‌دانی بزرگ شما را می‌خواند تا انگاره‌هایی را که دربارهٔ روش پیدایش کهکشانها دارید دگرگون کنید؛ ولی فیلسوفی بزرگ به‌راستی شما را فرا می‌خواند تا زندگیتان را دگرگون سازید.
پشتوانه دانش‌ها وابسته به فرمانرو فلسفه است
دانش پیش‌انگاشته‌هایی دارد که پیشتر در فلسفه بررسی شده‌اند. گزاره‌هایی مانند این‌که: طبیعت مادی راستین است؛ جهان دارای قانون‌های پایدار علت و معلولی (انگیزه و انگیخته) است؛ جهان دریافتنی و از سرچشمه‌های شناخت مردم است؛ دانشی نیستند، که پیش‌زمینه پرداخت به دانش می‌باشند.
درست است که برای نمونه دانشمندان علوم لزوماً از دلالت‌های فلسفه علم بر کارشان آگاهی ندارند و فلسفه قادر بر تحت‌تأثیر قرار دادن نحوه کارشان نیست، اما بی‌تردید فلسفه علاوه بر آن‌که می‌تواند تفکر دانشمندان را نسبت به آنچه انجام می‌دهند تغییر دهد؛ بلکه پیش‌فرض هرگونه علم‌ورزی است.

### تفاوت فلسفه و دین
در دین، معرفت متکی بر وحی است و حقایق نهایی در پرتوی وحی فهمیده می‌شوند؛ اما در فلسفه، وحی نیز باید به محک منطق و استدلال آزموده شود.
البته در منابع شیعی دو حجت برای انسان مطرح شده یکی وحی و دیگری عقل.

## نقش زنان
گرچه معمولاً حضور مردان در بحث‌های فلسفی غالب است اما زنان هم در طول تاریخ فلسفه حضور داشته‌اند. از فیلسوفان زن دوران باستان می‌توان به هیپارچیا (در حدود ۳۲۵ سال قبل از میلاد) و آرت سیرن (قرن ۵ و ۴ قبل از میلاد) اشاره کرد. زنان در طول دوره‌های باستانی، قرون وسطی و مدرن حضور داشته و پذیرفته شده‌اند، اما هیچ فیلسوف زنی تا قرن بیست و یکم به کانون غرب راه نیافته است، هرچند برخی منابع به این که سوزان لانگر، هانا آرنت و سیمون دو بوار وارد کانون شده‌اند؛ اشاره دارند.
در اوایل دهه ۱۸۰۰، برخی از کالج‌ها و دانشگاه‌های انگلیس و ایالات متحده آمریکا زنان را پذیرفتند و تعداد زنان دانشگاهی افزایش یافت؛ با این وجود، وزارت آموزش و پرورش ایالات متحده از دهه ۱۹۹۰ گزارش داده که تعداد کمی از زنان تحصیلات خود را در فلسفه به پایان رسانده‌اند و فلسفه یکی از مؤلفه‌های متناسب با جنسیت در علوم انسانی است. در سال ۲۰۱۴؛ اینساید هایر ادیوکیشن (Inside Higher Education)، فلسفه را تاریخچه طولانی از زاد و ولد و آزار و اذیت جنسی نسبت به دانش آموزان و استادان زن فلسفه توصیف کرد. جنیفر ساول استاد فلسفه دانشگاه شفیلد هم در سال ۲۰۱۵ اظهار داشت زنان پس از آزار و اذیت، حمله یا مقابله فلسفه را ترک می‌کنند.
در اوایل دهه ۹۰؛ انجمن فلسفی کانادایی، عدم تعادل جنسیتی و تعصب جنسیتی را در زمینه علم فلسفه ذکر کرد و در ژوئن ۲۰۱۳، یک استاد جامعه‌شناسی ایالات متحده اظهار داشت که از تمامی نویسندگان نشریات فلسفه فقط ۳/۶ درصد را زنان تشکیل می‌دهند. همه این‌ها در حالی است که سایر حوزه‌های انسانی تا حدودی جنسیتی هستند؛ ولی فلسفه عمدتاً مردانه است و حتی گفته می‌شود فلسفه از ریاضیات هم مردانه‌تر است.

## دشمنان و نقد
گرچه فلسفه نسبت بسیار نزدیکی با نقد دارد، اما هرگز خود کاملاً مصون از نقد نبوده است. دیکتاتورها معمولاً یکی از بزرگ‌ترین دشمنان فلسفه و فیلسوفان بوده‌اند. به گواه تاریخ برخی از دین‌باوران نیز به‌طور کلی با فلسفه پیوند خوبی نداشته‌اند. به‌طور مثال در حدود قرن سوم تا نهم میلادی در اروپا به‌طور کل عقل امری شیطانی دانسته می‌شد؛ و ایمان قوی ایستادگی در برابر آن تلقی می‌شد. گروهی دیگر گرچه از فلسفه به عنوان یک علم پشتیبانی می‌کنند اما نسبت به آسیب‌های آن هشدار می‌دهند. رنه دکارت بر این باور است که هر چقدر یک فیلسوف بزرگ‌تر باشد، امکان خطای او بیشتر است.

### انگلیسی
مقدماتی
- Appiah, Kwame Anthony. Thinking it Through – An Introduction to Contemporary Philosophy, 2003, ISBN 0-19-513458-3
- Blumenau, Ralph. Philosophy and Living. ISBN 0-907845-33-9
- Craig, Edward. Philosophy: A Very Short Introduction. ISBN 0-19-285421-6
- Curley, Edwin, A Spinoza Reader, Princeton, 1994, ISBN 0-691-00067-0
- Durant, Will, Story of Philosophy: The Lives and Opinions of the World's Greatest Philosophers, Pocket, 1991, ISBN 0-671-73916-6, ISBN 978-0-671-73916-4
- Harrison-Barbet, Anthony, Mastering Philosophy. ISBN 0-333-69343-4
- Higgins, Kathleen M. and Solomon, Robert C. A Short History of Philosophy. ISBN 0-19-510196-0
- Philosophy Now magazine
- Russell, Bertrand. The Problems of Philosophy. ISBN 0-19-511552-X
- Sinclair, Alistair J. What is Philosophy? An Introduction, ۲۰08, ISBN 978-1-903765-94-4
- Sober, E. (۲۰۰۱). Core Questions in Philosophy: A Text with Readings. Upper Saddle River, Prentice Hall. ISBN 0-13-189869-8
- Solomon, Robert C. Big Questions: A Short Introduction to Philosophy. ISBN 0-534-16708-X
- Warburton, Nigel. Philosophy: The Basics. ISBN 0-415-14694-1
- Think: philosophy for everyone Lively and accessible articles written by philosophers pre-eminent in their fields, for a broad audience. Free articles are available online.

مقدماتی بر حسب موضوع
- Copleston, Frederick. Philosophy in Russia: From Herzen to Lenin and Berdyaev. ISBN 0-268-01569-4
- Critchley, Simon. Continental Philosophy: A Very Short Introduction. ISBN 0-19-285359-7
- Hamilton, Sue. Indian Philosophy: a Very Short Introduction. ISBN 0-19-285374-0
- Harwood, Sterling, ed. , Business as Ethical and Business as Usual (Belmont, CA: Wadsworth Publishing Co. , 2000); www.sterlingharwood.com
- Imbo, Samuel Oluoch. '3'An Introduction to African Philosophy. ISBN 0-8476-8841-0
- Knight, Kelvin. Aristotelian Philosophy: Ethics and Politics from Aristotle to MacIntyre. ISBN 0-7456-1977-0
- Kupperman, Joel J. Classic Asian Philosophy: A Guide to the Essential Texts. ISBN 0-19-513335-8
- Leaman, Oliver. A Brief Introduction to Islamic Philosophy. ISBN 0-7456-1960-6
- Lee, Joe and Powell, Jim. Eastern Philosophy For Beginners. ISBN 0-86316-282-7
- Nagel, Thomas. What Does It All Mean? A Very Short Introduction to Philosophy. ISBN 0-19-505292-7
- Scruton, Roger. A Short History of Modern Philosophy. ISBN 0-415-26763-3
- Smart, Ninian. World Philosophies. ISBN 0-415-22852-2
- Tarnas, Richard. The Passion of the Western Mind: Understanding the Ideas That Have Shaped Our World View. ISBN 0-345-36809-6

کتب گزیده از قطعات فلسفی
- Classics of Philosophy (Vols. ۱ & ۲، 2nd edition) by Louis P. Pojman
- Classics of Philosophy: The 20th Century (Vol. 3) by Louis P. Pojman
- The English Philosophers from Bacon to Mill by Edwin Arthur
- European Philosophers from Descartes to Nietzsche by Monroe Beardsley
- Contemporary Analytic Philosophy: Core Readings by James Baillie
- Existentialism: Basic Writings (Second Edition) by Charles Guignon, Derk Pereboom
- The Phenomenology Reader by Dermot Moran, Timothy Mooney
- Medieval Islamic Philosophical Writings edited by Muhammad Ali Khalidi
- A Source Book in Indian Philosophy by Sarvepalli Radhakrishnan, Charles A. Moore
- A Source Book in Chinese Philosophy by Wing-tsit Chan
- Kim, J. and Ernest Sosa, Ed. (1999). Metaphysics: An Anthology. Blackwell Philosophy Anthologies. Oxford, Blackwell Publishers Ltd.
- The Oxford Handbook of Free Will (2004) edited by Robert Kane
- Husserl, Edmund and Welton, Donn, The Essential Husserl: Basic Writings in Transcendental Phenomenology, Indiana University Press, 1999, ISBN 0-253-21273-1

کتب مرجع
- The Oxford Companion to Philosophy edited by Ted Honderich
- The Cambridge Dictionary of Philosophy by Robert Audi
- The Routledge Encyclopedia of Philosophy (10 vols.) edited by Edward Craig, لوچانو فلوریدی (available online by subscription); or
- The Concise Routledge Encyclopedia of Philosophy edited by Edward Craig (an abridgement)
- Encyclopedia of Philosophy (8 vols.) edited by Paul Edwards; in 1996, a ninth supplemental volume appeared which updated the classic 1967 encyclopedia.
- International Directory of Philosophy and Philosophers. Charlottesville, Philosophy Documentation Center.
- Directory of American Philosophers. Charlottesville, Philosophy Documentation Center.
- Routledge History of Philosophy (10 vols.) edited by John Marenbon
- History of Philosophy (9 vols.) by فردریک کاپلستون
- A History of Western Philosophy (5 vols.) by W.T. Jones
- Encyclopaedia of Indian Philosophies (8 vols.), edited by Karl H. Potter et al. (first 6 volumes out of print)
- Indian Philosophy (2 vols.) by Sarvepalli Radhakrishnan
- A History of Indian Philosophy (5 vols.) by Surendranath Dasgupta
- History of Chinese Philosophy (2 vols.) by Fung Yu-lan, Derk Bodde
- Encyclopedia of Chinese Philosophy edited by Antonio S. Cua
- Encyclopedia of Eastern Philosophy and Religion by Ingrid Fischer-Schreiber, Franz-Karl Ehrhard, Kurt Friedrichs
- Companion Encyclopedia of Asian Philosophy by Brian Carr, Indira Mahalingam
- A Concise Dictionary of Indian Philosophy: Sanskrit Terms Defined in English by John A. Grimes
- History of Islamic Philosophy edited by Seyyed Hossein Nasr, Oliver Leaman
- History of Jewish Philosophy edited by Daniel H. Frank, Oliver Leaman
- A History of Russian Philosophy: From the Tenth to the Twentieth Centuries by Valerii Aleksandrovich Kuvakin
- Ayer, A.J. et al. , Ed. (1994) A Dictionary of Philosophical Quotations. Blackwell Reference Oxford. Oxford, Basil Blackwell Ltd.
- Blackburn, S. , Ed. (1996)The Oxford Dictionary of Philosophy. Oxford, Oxford University Press.
- Mauter, T. , Ed. The Penguin Dictionary of Philosophy. London, Penguin Books.
- Runes, D. , Ed. (1942). The Dictionary of Philosophy. New York, The Philosophical Library, Inc.
- Angeles, P.A. , Ed. (1992). The Harper Collins Dictionary of Philosophy. New York, Harper Perennial.
- Bunnin, N. et al. , Ed. (1996) The Blackwell Companion to Philosophy. Blackwell Companions to Philosophy. Oxford, Blackwell Publishers Ltd.
- Hoffman, Eric, Ed. (1997) Guidebook for Publishing Philosophy. Charlottesville, Philosophy Documentation Center.
- Popkin, R.H. (1999). The Columbia History of Western Philosophy. New York, Columbia University Press.

### فارسی
- بدیو، آلن. در ستایش عشق.
- واربرتون، نایجل. تاریخچهٔ کوتاهی از فلسفه.
- آرنت، هانا. وضع بشر.
- شیک، تئودور؛ ون، لوکیس. چگونه دربارهٔ چیزهای عجیب بیندیشیم؟.
- یالوم، اروین. وقتی نیچه گریست.
- میتروویچ، برانکو. فلسفه برای معماران.
- یالوم، اروین. درمان شوپنهاور.
- یالوم، اروین. روان درمانی اگزیستانسیالیس.
- اورلیوس، مارکوس. تأملات.
- اسپینوزا، باروخ. مسئله اسپینوزا.
- برایسن، بیل. تاریخچهٔ تقریباً همه چیز.
- اورول، جورج. ۱۹۸۴.
- گوردر، یوستین. دنیای سوفی.
- کلاک، دنیل؛ مارتین، ریموند. پرسیدن مهم‌تر از پاسخ دادن است!.
- راسل، برتراند. آیندهٔ بشر.
- راسل، برتراند. جهانی که من می‌شناسم.
- استوارت میل، جان. دربارهٔ آزادی.
- نیچه، فریدریش. فراسوی خیر و شر.
- پرسیگ، روبرت. ذهن و هنر تعمیر موتورسیکلت.
- دکارت، رنه. تأملاتی دربارهٔ فلسفهٔ نخستین.
- شوپنهاور، آرتور. جهان به منزلهٔ اراده و بازنمایی.
- آئورلیوس، مارکوس. تأملات.
- ته چینگ، تائو. لائو تزو.
- داستایوفسکی، فئودور. برادران کارامازوف.
- دو باتن، آلن. تسلی بخشی‌های فلسفه.
- سوتکیر، کاترین؛ مک کی، متیو. رهایی از زندان ذهن.